# أندريه فرنك
أندريه فرنك (بالفرنسية: André Franc)‏ هو عالم رخويات ‏ فرنسي، ولد في 11 يناير 1911 في نوميا في فرنسا، وتوفي في عقد 1990.